# Severin de Junge
Severin de Junge (28. november 1680 – 14. oktober 1757 i København) var deputeret i Generalkommissariatet.
Han var søn af krigsråd og krigskommissær Emanuel Junge (1644-1692) og Bodil Sørensdatter Hjort, blev 1701 hofjunker, studerede 1702 i Oxford, blev 1710 kancelliråd og stabssekretær hos den kommanderende general og udnævntes 1720 til den vigtige post som deputeret i Landetatens Generalkommissariat, i hvilken stilling han forblev til sin død. 1713 blev han justitsråd, i 1724 etatsråd, i 1731 konferensråd. 1715-35 voterede han i Højesteret og 1731-34 som surnumerært medlem af højesteretskommissionerne. 6. april 1731 blev han efter ansøgning adlet med navnet de Junge. Han ejede en tid hovedgårdene Sonnerupgård og Skullerupholm, men solgte dem efterhånden begge, rimeligvis tvunget dertil, da han, medens han var i Generalkommissariatet, ses stadig at have kæmpet med pekuniære vanskeligheder. 1723 valgtes han til hovedparticipant i Det vestindisk-guineiske Kompagni og 1727 til direktør i samme. Severin de Junge døde 1757 og er begravet i Vor Frue Kirke.
Gift 1. gang 24. maj 1714 i Vor Frue Kirke med Catharine Wissing (1693 – begravet 18. september 1724 i Vor Frue Kirke), datter af kancelliråd Jens Wissing (død 1697, gift 2. gang 1696 med Ingeborg Foss, død 1738, gift 1. gang med Hans Thøgersen Lassen) og Elisabet Meulengracht (1659-1694). 2. gang ægtede han 30. maj 1727 i Vor Frue Kirke Else Bartholin (26. maj 1701 – 22. april 1757 i København), datter af professor Hans Bartholin og hustru. Med den sidste hustru havde han sønnen Caspar de Junge, med hvem slægten uddøde 1759.